# Torre Alemana
La Torre Alemana, conocida también como la Torre del Reloj o el Reloj Universitario, es un reloj de torre del centro de Lima (Perú). Está ubicado frente a la Casona de la Universidad Nacional Mayor de San Marcos, en el Parque Universitario de la intersección de las avenidas Abancay y Nicolás de Piérola. Fue donada en 1921 por la colonia integrada por inmigrantes alemanes, con motivo del Centenario de la Independencia. A las doce del día y a las seis de la tarde, sus campanadas tocaban la primera estrofa del Himno Nacional.

## Historia
La Torre Alemana fue edificada como obsequio de la colonia alemana residente para conmemorar el Centenario de la Independencia del Perú. El embajador de Alemania, Hans Paul von Humboldt-Dachroeden, comentó que se "construiría un fuerte vínculo entre ambos pueblos y gobiernos y se contribuiría a mantener y fomentar la recíproca comprensión y amistad".
La construcción de la torre-reloj estuvo a cargo del arquitecto alemán Friedrich Jordan Barkholtz (natural de Hamburgo) y la firma de ingenieros Dunkelberg y Pellry, que junto con el embajador de Alemania, las más connotadas familias de alemanes residentes en Lima, en Chanchamayo y el alcalde de la ciudad, Pedro Mujica y Carassa, celebraron el 30 de julio de 1921 la ceremonia de la colocación de la primera piedra. En dicha ceremonia también tuvo participación el Arzobispo de Lima, Monseñor Emilio Lisson.
Aunque la colonia alemana en un primer momento pidió autorización para ocupar un terreno en la Plaza de la Exposición, lugar en el que se construiría una Torre Mirador, esta fue edificada en 1922 en el Parque Universitario, lugar en donde se encuentra hasta hoy.
El 10 de abril de 1922 se acuerda por medio de una Sesión presidida por el alcalde Pedro Rada y Gamio oficiar a la Foundation Company, para que el parque universitario esté en condiciones presentables en la inauguración de la torre.
La Torre-Reloj fue inaugurada el 10 de julio de 1923; la primera intervención se realizó el 15 de octubre del 1937 en la que el reloj fue reparado por Antenor Z. Alvarado, y posteriormente en 1969 se intentó reparar nuevamente.

## Descripción
Construida a base de hormigón armado y pintado con ocre y blanco según el estilo neoclásico historicista; la torre está compuesta por cuatro cuerpos de distintos tamaños separados por cornisas y coronada por una cúpula con linterna.
En el primer cuerpo la torre posee acabado de almohadillado; así mismo presenta dos entradas opuestas que miran al norte y al sur. El tímpano y frisos de las portadas poseen decoración en relieve. Al sur, representación de un soldado alemán; al norte, un rostro con alas y un reloj de arena. A los lados este y oeste se encuentran dos placas conmemorativas, la placa este contiene la inscripción: 

La colonia alemana a la República del Perú en el primer centenario de su independencia 1821-1921.

Esta placa también posee una representación del Huáscar y los escudos de Alemania y Perú. En la placa oeste hay una inscripción en alemán y su escudo. El segundo cuerpo posee tres ósculos en los lados este y oeste; en los lados opuestos posee ventanas con columnas y balaustrada. En el tercer cuerpo, que es de mayor longitud, se encuentra el reloj. En el cuarto cuerpo los lados son iguales externamente, poseen un ventanal con arquería de tres tiempos; en el interior se encuentra la maquinaria que hace funcionar el reloj y un sistema de caja.
A las 12:00 y a las 18:00 las campanadas del reloj de la torre tocan la primera estrofa del Himno Nacional del Perú.
En el año 2001, durante la alcaldía de Alberto Andrade, Gunther Hippauf, gerente técnico de la planta Faber Castell Peruana S.A., realizó la restauración del reloj. Actualmente la torre luce renovada y por la noches es iluminada con faroles led de bajo consumo y que no dañan la estructura.

## Galería

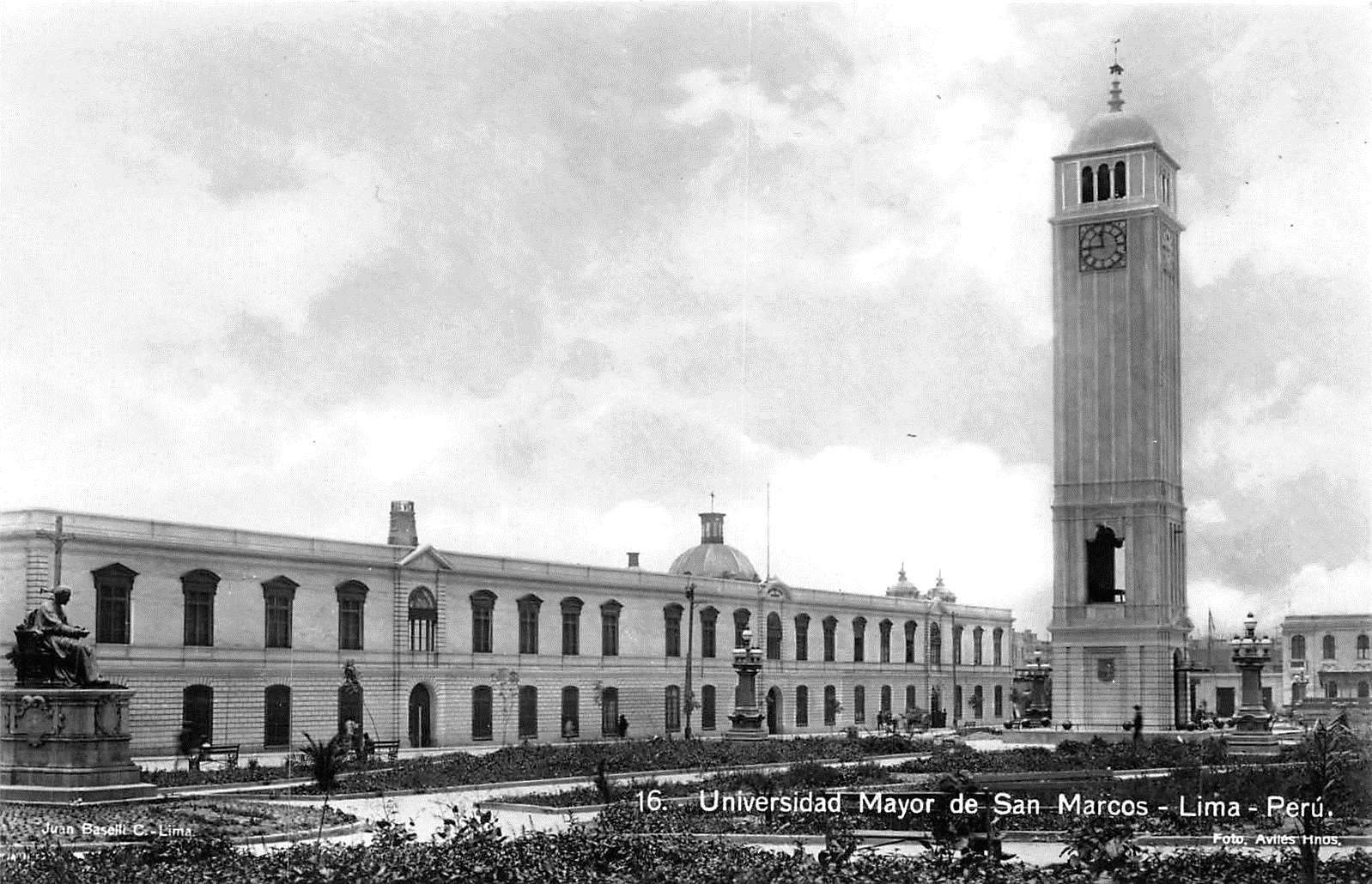
La Casona y la Torre Alemana en 1924
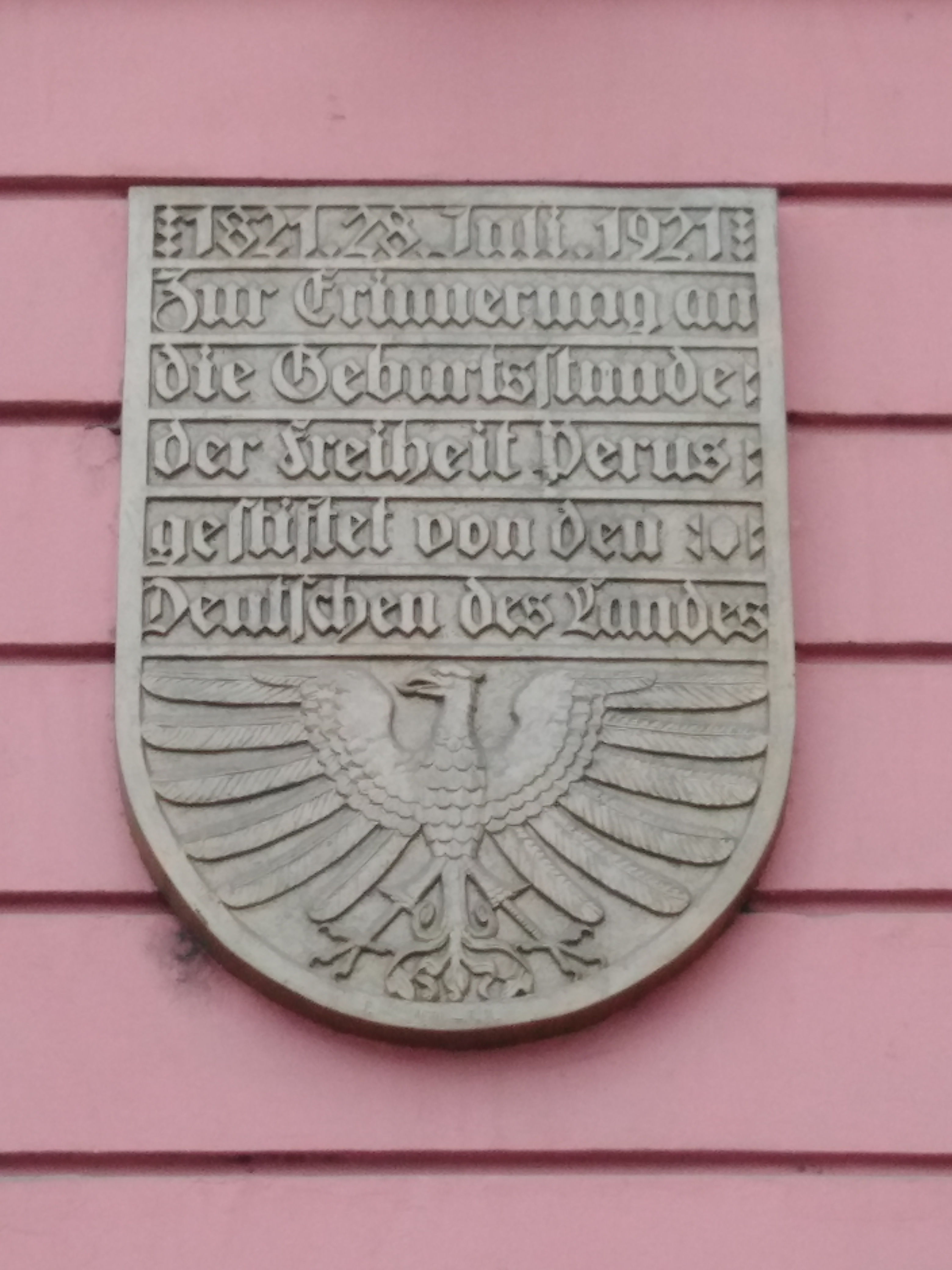
Placa descriptiva en alemán
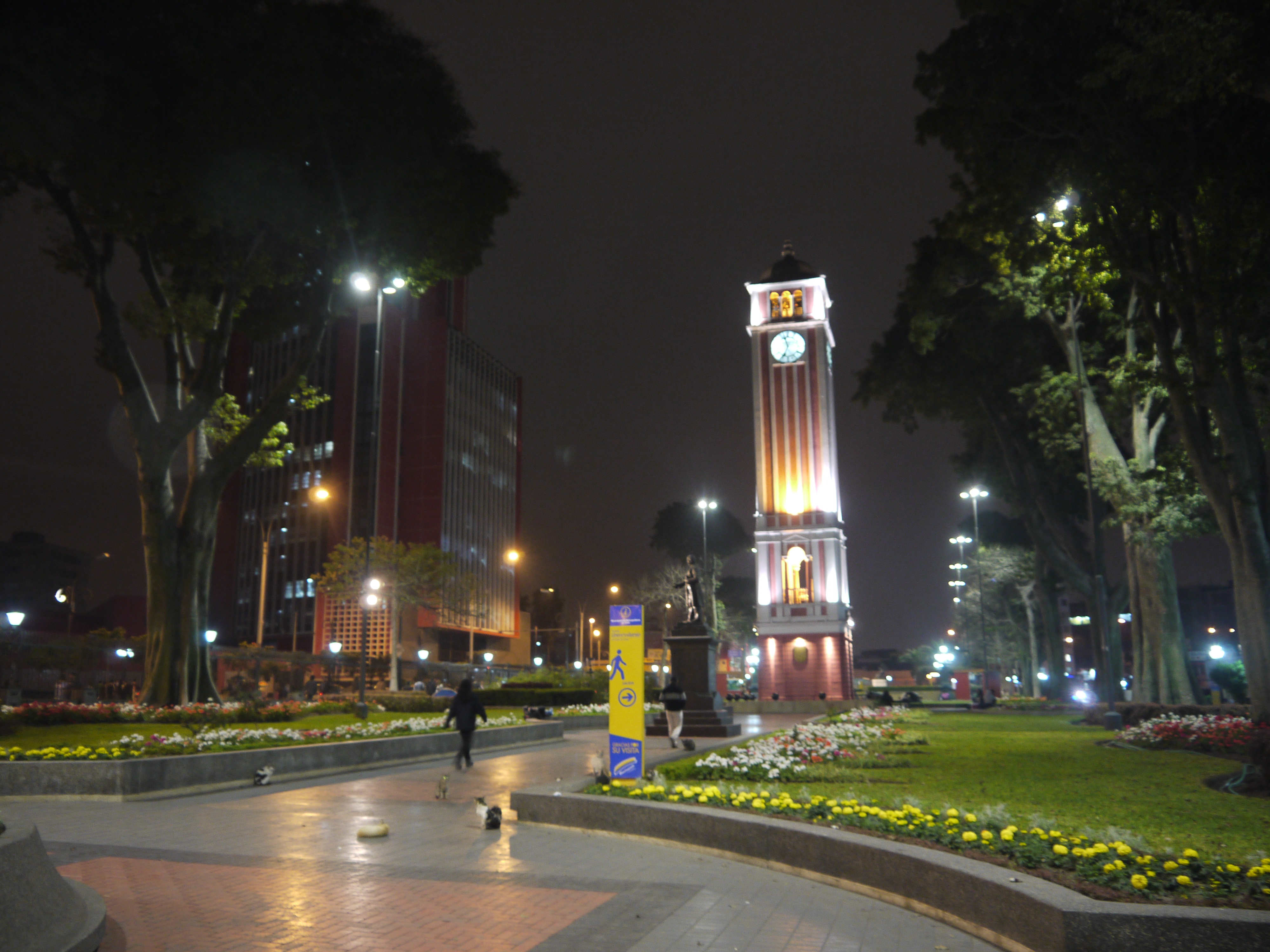
Iluminación nocturna